# Muzeum Zdeňka Buriana
Muzeum Zdeňka Buriana je muzeum ve Štramberku v okrese Nový Jičín, kde rodák z blízké Kopřivnice prožil významnou část svého života.
Zdeněk Burian byl mimo jiné ilustrátorem knih s dobrodružnou tematikou, proslavil se však obrazy s pravěkou tematikou a především obrazovými rekonstrukcemi pravěkých zvířat a lidí, na nichž spolupracoval s Josefem Augustou a po jeho smrti v roce 1968 s jeho následovníkem Zdeňkem Vlastimilem Špinarem a Vratislavem Mazákem (od roku 1962).

## Historie muzea
Expozice z života a díla Zdeňka Buriana byla od roku 1992 umístěna v budově čp. 456 (bývalá jatka a masné krámy), kde do té toby sídlilo městské muzeum. V roce 2011, při příležitosti 30. výročí úmrtí Zdeňka Buriana, byla expozice muzea přestěhována na současnou adresu Náměstí 31, kde sídlí společně s expozicí Muzea Novojičínska a městským informačním centrem města Štramberka. V muzeu se každoročně pořádají sezónní tematické expozice z díla malíře. V ostatních měsících slouží prostoty muzea jako městská galerie.[zdroj?]

## Aktivity muzea
Kromě vlastní expozice ve Štramberku se Muzeum Zdeňka Buriana podílí na organizování výstav autorova díla v Česku i v zahraničí.
Muzeum spolupracuje se Základní uměleckou školou Zdeňka Buriana v Kopřivnici na organizaci výtvarné soutěže Svět dobrodružství a fantazie.
Budova muzea je spolu se sousední valašskou roubenou studnou kulturní památkou České republiky.